# Ван Янмин
Ван Шоужэ́нь (кит. упр. 王守仁, пиньинь Wáng  Shǒurén) по прозвищу Боа́нь (кит. упр. 伯安, пиньинь Bo'an), люди называли его Янми́н (кит. упр. 陽明, пиньинь Yángmíng, 31 октября 1472 — 9 января 1529) — китайский философ, один из основоположников неоконфуцианской школы синь сюэ («учение о сердце»).

## Биография
Ван Янмин происходил из старинного рода, изучал конфуцианскую, даосскую и буддийскую классику, военное искусство. В 1499 году сдал экзамены на высшую учёную степень цзиньши, служил по ведомству общественных работ, ведомству юстиции, руководил провинциальными экзаменами в провинции Шаньдун. В 1505 году выступил в защиту репрессированных чиновников, протестовавших против засилья клики евнухов, был заключён в тюрьму, подвергнут телесному наказанию и сослан смотрителем почтовой станции в провинцию Гуйчжоу. После 1509 года начал успешную карьеру, дослужился до поста военного министра в Нанкине, в конце жизни был губернатором провинции Цзянси. Прославился подавлением мятежей за счёт как военных, так и главным образом социально-политических мер. После кончины был оклеветан, на его учение наложен запрет. Реабилитирован в 1567 году.

## Сочинения
- «Чуань си лу» («Записи преподанного и воспринятого»).
- «Да сюэ вэнь» («Вопросы к Великому учению»)
- «Уцзин и шо» («Собственное мнение о Пяти канонах»)
- «Чжу-цзы ваньнянь динлунь» («Положения, установленные Чжу Си в конце жизни»)

Из вышеназванных произведений первые два доступны в научно комментированном английском переводе Винцита Чаня в книге: Chan, Wing-tsit (1963). Instructions For Practical Living and Other Neo-Confucian Writings by Wang Yang-Ming. Columbia University Press. 358 p.